# Hanna Dmyterko
Hanna Dmyterko (tiếng Ukraina: Ганна Дмитерко; 9 tháng 10 năm 1893 – 3 tháng 4 năm 1981) hay Anna Dmiterko, sau này còn được gọi là Hanna Ratych, là một người lính Ukraina trong Thế chiến thứ nhất. Bà từng là trung sĩ của Ukraina Sich Riflemen, một đơn vị thuộc Quân đội Áo-Hung. Chiến tích của bà đã được báo chí đưa tin và bà cũng được vinh danh sau đó.

## Tiểu sử

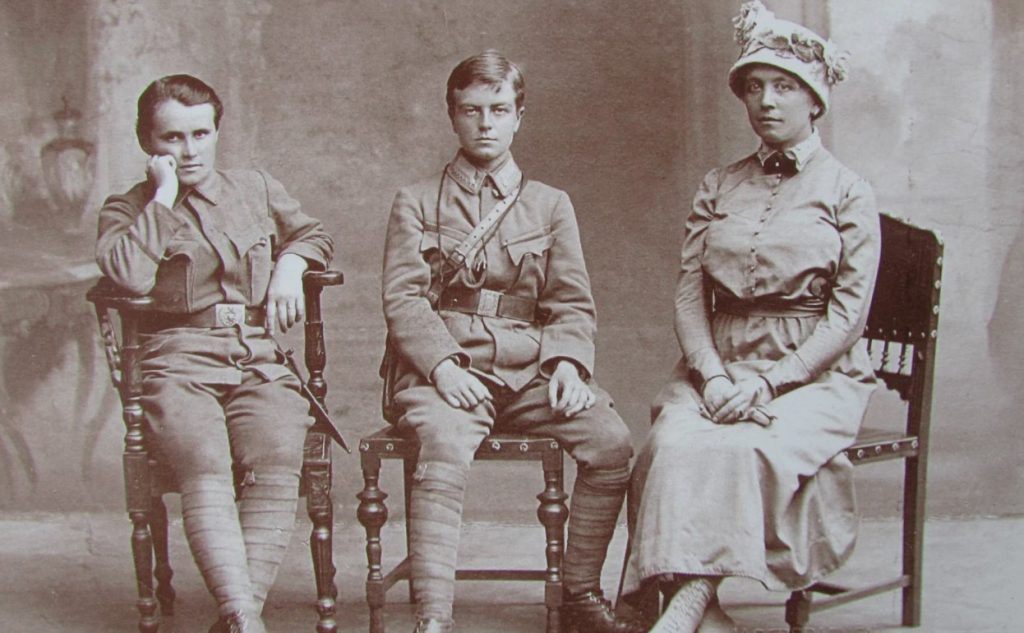
Ba tay súng trường: Dmyterko, Sofia Halechko và Olha Basarab ở Vienna năm 1917.

Vào năm 1914, Dmyterko là một trong số 2.000 người Ukraina thuộc đơn vị mới thành lập Ukraina Sich Riflemen. Cuộc Đại chiến đang bắt đầu và bà coi trận chiến này là cơ hội để tạo ra một quốc gia Ukraina độc lập. Tuy có đến 28.000 người Ukraina tình nguyện gia nhập lực lượng nhưng chính quyền Áo đã giới hạn quy mô lực lượng và phạm vi vũ khí của đơn vị để đảm bảo rằng lực lượng này không trở thành một quân đội chính thức. Những người trong đơn vị được trang bị súng hỏa mai được sản xuất từ trước khi bà sinh ra. Các tay súng tình nguyện có 34 phụ nữ bao gồm Dmyterko, Iryna Kus, Sofia Halechko và bạn của Dmyterko lần lượt là Olena Stepaniv và Olha Basarab. Giống như nhiều người được tuyển chọn vào lực lượng, họ đều là những sinh viên đại học trước đây. Lực lượng mới chỉ giới hạn ở 60 sĩ quan.
Dmyterko đã rời gia đình ở làng Pidberizka chỉ với sự ủng hộ của cha bà vì mẹ và bà bà không đồng ý việc cho bà đi chiến đấu. Điều bất thường là đơn vị của Dmyterko được chỉ định chiến đấu gần khu vực của đơn vị, không giống như phần lớn trong số 100.000 tình nguyện viên người Galicia được điều đi để tham gia các trận chiến ở Ý.
Tháng 9 năm 1914, đơn vị được đưa vào tham chiến như là một phần của sư đoàn 55 Áo. Một số lời đồn đã nổi lên thời điểm đó, cho rằng phụ nữ đã giả danh nam giới để chiến đấu, tuy nhiên điều này không có cơ sở chứng minh. Khi Dmyterko được trao huy chương vì chiến tích của mình, tên đầy đủ của bà đã được ghi trên hồ sơ quân sự. Báo chí nước ngoài cũng đưa tin về chiến tích của Dmyterko và các nữ binh sĩ đồng nghiệp của bà.
Trong sáu năm phục vụ, bà đã chuẩn bị thức ăn cho những người lính súng trường và chăm sóc họ như một y tá trước khi được bổ nhiệm vào trụ sở chỉ huy làm thư ký. Dmyterko đã thăng cấp lên trung sĩ và gặp gỡ đồng đội Vasyl Ratych. Họ kết hôn vào năm 1919 và sống ở Rohatyn; cả hai có với nhau bốn người con trai và sau đó họ đã di cư đến Bắc Mỹ.

## Cái chết và di sản

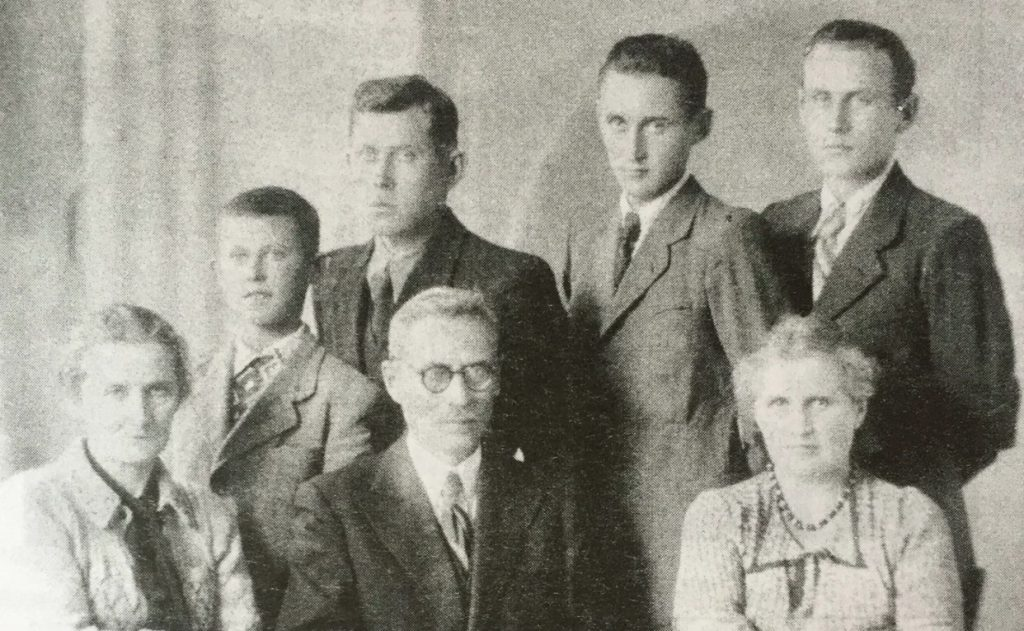
Từ trái sang phải: Olena Stepaniv, Vasyl Ratych, Hanna Dmyterko.
Đang đứng: Những người con của gia đình nhà Ratych.

Trong thời gian còn sống, Dmyterko được biết đến như là một nữ anh hùng Ukraina cùng với Sofia Galechko, Olena Stepaniv và Olga Pidvysotska. Một trong những người con trai của bà, Volodar Ratych, đã chết trong Thế chiến thứ hai, nhưng ba đứa con còn lại của bà là Rostislav, Lubomyr và Bohdan vẫn sống sót.
Năm 1978, Dmyterko được mời (với tư cách là Quý bà Ratych) đến hội nghị lần thứ tư những người cao niên Ukraina tại Trung tâm Ukraina gần New York, hay còn gọi là Soyuzivka. Bà đã được vinh danh trong bữa ăn trưa tại hội nghị cho cựu chiến binh. Bà sống ở Edison, New Jersey cùng với con trai Rostislav và mất ở Montreal năm 1981. Hồi ký của bà chỉ đứng sau hồi ký Olena Stepaniv khi đóng vai trò là nguồn tư liệu cho những người muốn nghiên cứu trải nghiệm của phụ nữ Ukraina trong Thế chiến thứ nhất.